# تومي مور (طبال)
تومي مور (بالإنجليزية: Tommy Moore)‏ هو طبال وموسيقي بريطاني، ولد في 12 سبتمبر 1931، وتوفي في 29 سبتمبر 1981 بسبب اضطراب عصبي.